# Institut belge des hautes études chinoises
L'Institut belge des hautes études chinoises (IBHEC) est une institution belge dont la mission est de promouvoir l’étude de la civilisation chinoise dans ses manifestations les plus diverses. Fondé en 1929, l'Institut a son siège à Bruxelles aux Musées royaux d’art et d’histoire (MRAH).  

## Histoire
L’Institut belge des hautes études chinoises fut créé en 1929 grâce à l'indemnité dite « des Boxers », versée par la Chine à la suite de la révolte des Boxers de 1900. Le 8 août 1929, l'Institut fut fondé par Bruno Belpaire, Jules Bommer, Fernand Buckens, Jean Capart, Carl Hentze, le général Raoul Pontus, Adolphe Spruyt, Adolphe Stoclet,  Marthe Van Bomberghen et Louis Van Hee.

## Présidents
- 1929 - 1947: Raoul Pontus
- 1947 - 1964: George Theunis
- 1964 - 1972: Henri Lavachery
- 1972 - 1978: Paul Rouffart
- 1978 - 1984: René de Roo
- 1984 - 1996: Henry Maertens de Noordhout
- 1996 - 2000: Pierre Willockx
- 2001 - 2008: Claire Kirschen
- 2008 - 2014: Alain Dambremez
- 2014: Ilse Timperman
- 2015 - 2016: Claire Kirschen
- 2016 - Pierre Bernard

## Bibliothèque
L'une des priorités de l'Institut dès sa fondation a été de mettre en place une bibliothèque de sinologie qui s'est étoffée au fil des décennies. Ainsi, les collections de la Société d'études sino-belge, dont la bibliothèque et les archives ont été placées en dépôt permanent à l'IBHEC, constituent la base de la bibliothèque de l'Institut. Outre un fonds d'archives documentaires et photographiques, une collection de monographies et de périodiques en langues occidentales, cette association possédait la monumentale encyclopédie impériale Gujin Tushu Jicheng 古今圖書集成, grâce à Lou Tseng-Tsiang 陸徵祥 (1870-1949) qui en fit don en 1914. Cette encyclopédie fut cependant détruite dans l'incendie de 1946 qui réduisit en cendres une aile des MRAH.
Les collections de la bibliothèque de l'IBHEC s'enrichirent encore de manière considérable en juillet 1984 lorsque Jiang Fucong 蔣復璁 (1898 - 1990), ancien directeur de la National Central Library 國家圖書館 de Taipei fit don de 1500 volumes de la réédition du Siku Quanshu, le mettant ainsi à disposition des chercheurs et sinologues belges.
Les Musées royaux d'art et d'histoire contribuent également aux collections de la bibliothèque via l'acquisition d'ouvrages consacrés à l'art et à l'archéologie en lien avec les collections chinoises du musée. La bibliothèque de l'IBHEC est l'une des trois bibliothèques scientifiques des MRAH. 

## Mélanges chinois et bouddhiques
La collection Mélanges chinois et bouddhiques (MCB) fut créée sous forme de revue périodique en 1931 par Louis de La Vallée Poussin (1869-1938) qui en resta le moteur jusqu'à son décès. Après la Seconde Guerre mondiale, ces Mélanges se transformèrent en une série de monographies sous l'impulsion d'Étienne Lamotte (1903-1983). Hubert Durt (1936-2018) prit ensuite la relève, assumant le poste de rédacteur en chef pendant plus de quarante ans.  Aujourd'hui, le comité de rédaction est composé de : Bart Dessein (UGent); Robert Duquenne (EFEO); Vincent Durand-Dastès (Inalco); Vanessa Frangville (ULB); Françoise Lauwaert (ULB); Jean-Marie Simonet (Musées royaux d'art et d'histoire) et Willy Vande Walle (KU Leuven).